# پرواز شماره ۲۱۳۷ آئرومیست-خارکوف
پرواز شماره ۲۱۳۷ آئرومیست-خارکوف به سقوط هواپیمای آنتونوف-۱۴۰ در ۱ دی ۱۳۸۱ (۲۲ دسامبر ۲۰۰۲) در نزدیکی اردستان در استان اصفهان ایران اشاره دارد. بر اثر این سقوط همهٔ ۴۴ سرنشین هواپیما که متخصصان پرواز روسی و اوکراینی بودند، کشته شدند.
هواپیما از خارکوف اوکراین به مقصد اصفهان در پرواز بود که هنگام نزدیک‌شدن به فرودگاه اصفهان با کوه برخورد کرد.

## شرح سانحه
این هواپیما از خارکوف در اوکراین به سمت اصفهان در ایران در حرکت بود و در ترابزون ترکیه برای سوخت‌گیری توقف کرده بود. این هواپیما در حالی که به‌منظور فرود در فرودگاه بین‌المللی اصفهان بود، به ارتفاعات برخورد کرد و همه سرنشینان آن کشته شدند. مسافران، از جمله چند متخصص و مقامات روسی و اوکراینی، با هدف افتتاح رسمی خط تولید «نسخه ایرانی هواپیمای آنتونوف» (احتمالا: ایران-۱۴۰) به ایران سفر می‌کردند. مقامات ایرانی در ابتدا گفتند که اشتباه خلبان دلیل سقوط بوده‌است، اما بعداً گفتند که هنوز برای تعیین علت این سانحه زود است. خلاصه ای از این گزارش در وب سایت فلایت گلوبال منتشر شده‌است.

## تحقیق و بررسی
پس از بازیابی جعبه سیاه هواپیما و انجام تحقیقات اولیه در مورد سقوط، اعلام شد که علت اصلی سانحه «اشتباهات ناوبری رویه‌ای خدمه» بوده‌است. گزارش کمیته هوانوردی بین‌ایالتی کشورهای مستقل مشترک المنافع به این نتیجه رسید که دلایل اصلی سقوط، مدیریت ضعیف خدمه، عدم اعمال روش‌های رویکرد و استفاده نادرست از سیستم ناوبری ماهواره‌ای جی‌پی‌اس هواپیما، برخلاف الزامات عملیاتی و درجه‌بندی آن برای هواپیما بوده‌است. عدم استفاده از اطلاعات سایر تجهیزات ناوبری نصب شده؛ هنگامی که متوجه شدند GPS نمی‌تواند یک بازخوانی واقعی تجهیزات اندازه‌گیری فاصله ارائه دهد، ناتوانی در جستجوی یک رویکرد جایگزین.

## اسامی جانباختگان

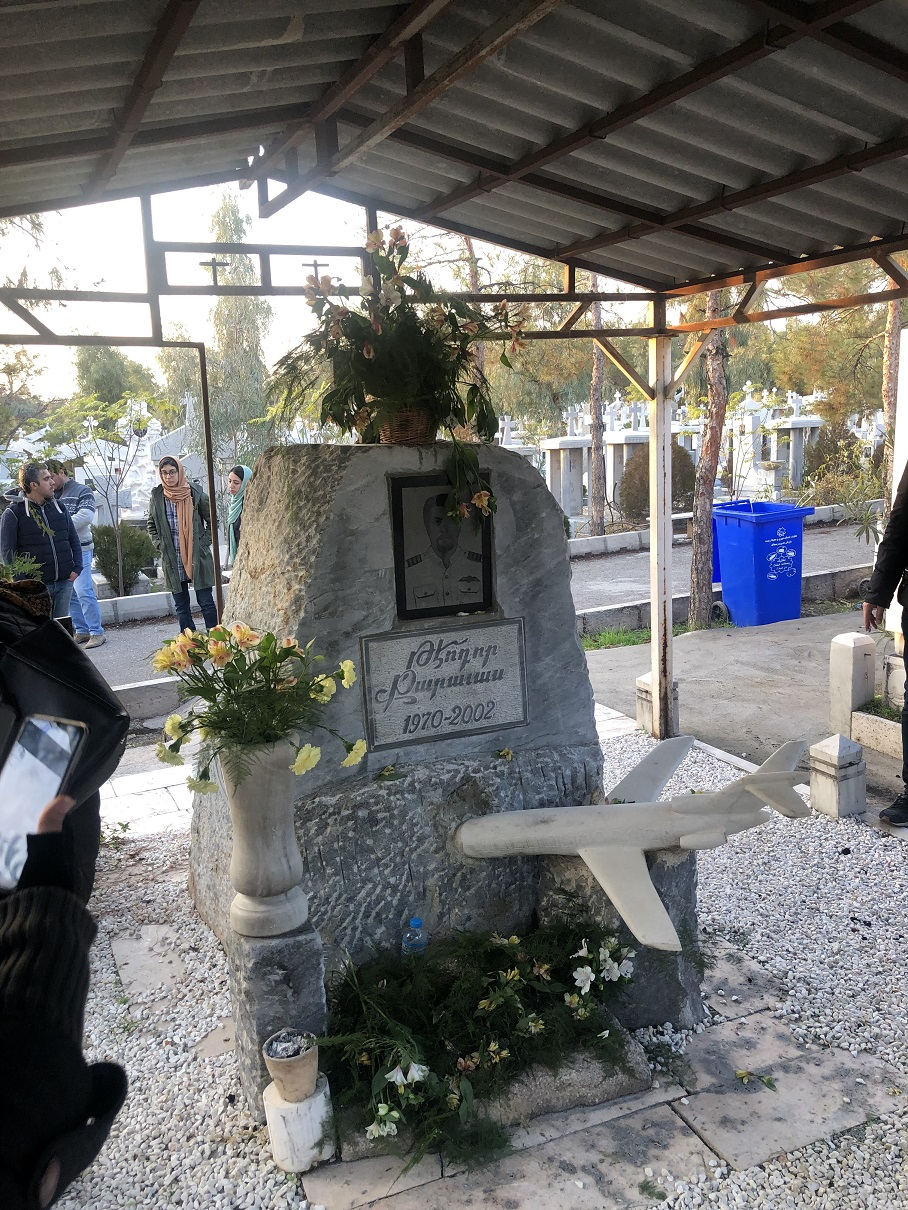
مزار تئودور کاراواس در گورستان ارامنه تهران (بوراستان)

- عباس سعید زیرک[۶] (مهماندار)
- تئودور کاراواس[۷] (مهندس پرواز)
- جواد رزاقی[۸] (گارد امنیت)